# تايك كير (أغنية)
«تيك كير» هي أغنية الرابر الكندي دريك من ألبومه الثاني تيك كير (2011). الأغنية تضم غناء المغنية البربادوسية ريانا. الأغنية تحمل عينة من ريمكس جيمي إكس إكس لأغنية جيل سكوت-هيرون «آي ويل تيك كير أوف يو». صدرت «تيك كير» كأغنية منفردة خامسة من الألبوم في 21 فبراير، 2012. هي أغنية كلوب عن زوجين في علاقة يقومون بالاعتراف بأنهم أصيبوا في الماضي، ولكنهم سوف يعتنون ببعضهم.
تلقت «تيك كير» مراجعات إيجابية من نقاد الموسيقى، أشاد الكثير منهم على إدراج ريانا في الأغنية، وعلى أدائها أيضاً. كانت «تيك كير» ناجحة تجارياً، حيث وصلت إلى المركز السابع على الولايات المتحدة بيلبورد هوت 100, أيضاً وصلت إلى المراكز العشرة الأولى في أستراليا، الدنمارك، نيوزيلندا، والمملكة المتحدة. بلغت ذروتها في المركز الثاني والثامن على مخطط الولايات المتحدة لأغاني الراب وأغاني البوب.
تم تصوير فيديو مصور للأغنية، من إخراج يوان ليموان، يصور الفن البسيط يتضمن شخصيات دريك وريانا في علاقة حميمة، مع مشاهد أخرى تعرض حيوانات مختلفة مثل الثور، قيق أزرق وسمكة استوائية، ومناظر طبيعية مختلفة في الهواء الطلق. الفيديو يصور صعود وهبوط علاقة على شكل صيد غير قانوني وحرائق الغابات. أشاد النقاد الفيديو لموضوعه البسيط والمحدود. فرقة الإندي روك فلورنس + ذا مشين قاموا بأداء الأغنية في راديو بي بي سي 1 في الصالة المباشرة.

## الأداء التجاري

### أوقيانوسيا
ظهرت «تيك كير» لأول مرة في مخطط الأغاني المنفردة الأسترالية في 4 ديسمبر، 2011, في المركز الخامس والأربعين، بعد صدور الألبوم. تمكنت الأغنية بأن تظل في المراكز الأخيرة من المخطط قبل صدور الأغنية كأغنية منفردة، ارتفعت إلى المراكز العشرة الأولى في المركز التاسع في 19 فبراير، 2012. أمضت في المخطط مجموع أربعة وعشرين أسبوعاً منذ أول ظهور لها، وتمت من ذلك الحين اعتماد الأغنية على شهادة البلاتينيوم مرتين من قبل رابطة صناعة التسجيلات الأسترالية (أي آر آي أي), لبيع أكثر من 140,000 نسخة. في نيوزيلندا، دخلت لأول مرة على مخطط الأغاني المنفردة النيوزيلندية في 30 أبريل، 2012, في المركز الواحد والعشرين، عقب صدور الأغنية المنفردة. في الأسبوع المقبل، ارتفعت إلى المراكز العشرة الأولى في المركز السابع، مما يشكل مركز ذروه جديد.

### أمريكا الشمالية
عندما صدر الألبوم تيك كير، الأغنية التي تحمل نفس عنوان الألبوم تمكنت من الدخول على الفور داخل المراكز العشرة الأولى على الولايات المتحدة بيلبورد هوت 100, في المركز التاسع، مع مبيعات أكر من 162,000 نسخة رقمية. مع هذا، أصبحت أغنية ريانا الواحدة والعشرين ودريك التاسعة التي تدخل في المراكز العشرة الأولى في الولايات المتحدة. مبيعات الأغنية القوية دفعت «تيك كير» بأن تدخل لأول مرة في المركز الرابع على مخطط الولايات المتحدة هوت للأغاني الرقمية. وصلت الأغنية أيضاً في المراكز العشرة الأولى على مخطط الولايات المتحدة لأغاني البوب في المركز الثامن، وعلى مخطط الولايات المتحدة لأغاني الراب في المركز الثاني، وكذلك في المركز السادس والعشرين على مخطط هوت أغاني آر أند بي/هيب هوب. في 16 مارس، 2012, تم اعتماد الأغنية على شهادة البلاتينيوم من قبل اتحاد صناعة التسجيلات الأمريكية (آر آي أي أي) لمبيعات تجاوزة المليون نسخة في الولايات المتحدة، الأغنية الرابعة من الألبوم التي تحقق هذا الإنجاز. بالإضافة إلى ذلك الأغنية وصلت إلى المراكز العشرين الأولى على كندا هوت 100 في المركز الخامس عشر.

### أوروبا
الأغنية أيضاً دخلت مخطط الأغاني المنفردة في المركز الثاني عشر، بعد صدور الألبوم. في الأسبوع التالي، وصلت إلى المراكز العشرة الأولى في المركز التاسع، أصبحت أول أغنية لدريك كفنان منفرد تدخل المراكز العشرة الأولى وعموماً ثاني أغنية من بعد «واتز ماي ني؟», من قبيل الصدفة الأغنية كانت مع اشتراك ريانا أيضاً. في نفس الأسبوع، ارتفعت إلى المركز الخامس، وفي نهاية المطاف وصلت إلى مركز ذروتها في الثالث على مخطط المملكة المتحدة آر أند بي. أمضت في المخطط مدة سبعة وعشرين أسبوعاً متتالياً. حققت الأغنية أيضاً نجاحاً معتدلاً في بلدان أوروبا الأخرى بما في ذلك الدنمارك، حيث وصلت إلى المركز الثامن، أيرلندا في المركز الثامن عشر، وإسكتلندا في المركز الرابع عشر.

## الجوائز والترشيحات
| السنة | الحفل                          | الفئة                             | النتيجة | المصادر |
| ----- | ------------------------------ | --------------------------------- | ------- | ------- |
| 2012  | جوائز جونو                     | تسجيل الراب للسنة                 | فوز     | [ 12 ]  |
| 2012  | جوائز إم تي في للأغاني المصورة | فيديو السنة                       | رُشِّح     | [ 13 ]  |
| 2012  | جوائز إم تي في للأغاني المصورة | أفضل فيديو لذكر                   | رُشِّح     | [ 13 ]  |
| 2012  | جوائز إم تي في للأغاني المصورة | أفضل تصوير سينمائي                | رُشِّح     | [ 13 ]  |
| 2012  | جوائز إم تي في للأغاني المصورة | أفضل إخراج فني                    | رُشِّح     | [ 13 ]  |
| 2012  | جوائز متش للأغاني المصورة      | الفيديو العالمي للسنة من قبل كندي | رُشِّح     | [ 14 ]  |
| 2012  | جائزة اختيار المراهقين         | إختيار أغنية منفردة من قبل فنان   | رُشِّح     | [ 15 ]  |
| 2012  | جائزة اختيار المراهقين         | إختيار أغنية آر أند بي/هيب-هوب    | رُشِّح     | [ 15 ]  |
| 2013  | جوائز أسكاب البوب الموسيقية    | الأغنية الأكثر أداءً               | فوز     | [ 16 ]  |

## قائمة أغاني الأغنية المنفردة
- نسخة الألبوم

1. «تيك كير» (مع ريانا) – 4:37

## الرسوم البيانية
| المخطط (2011–2012)                                              | المركز | المصادر      |
| --------------------------------------------------------------- | ------ | ------------ |
| أستراليا (اي آي آر اي)                                          | 9      | [ 17 ]       |
| بلجيكا (مراكز الترا 50 الأولى فلاندرز)                          | 36     | [ 18 ]       |
| بلجيكا (مراكز الترا 50 الأولى والونيا)                          | 16     | [ 19 ]       |
| كندا (كندا هوت 100)                                             | 15     | [ 7 ]        |
| جمهورية التشيك (آي إف بي آي)                                    | 58     | [ 20 ]       |
| الدنمارك (قائمة الأغاني)                                        | 8      | [ 21 ]       |
| فرنسا (إس إن إي بي)                                             | 27     | [ 22 ]       |
| أيرلندا (آي آر إم اي)                                           | 18     | [ 23 ]       |
| إسرائيل (ميديا فورست)                                           | 6      | [ 24 ]       |
| نيوزيلندا (الموسيقى المسجلة النيوزيلندية)                       | 7      | [ 25 ]       |
| إسكتلندا (شركة الرسوم البيانية الرسمية)                         | 14     | [ 26 ]       |
| السويد (مراكز السويد الموسيقية)                                 | 49     | [ 27 ]       |
| سويسرا (مراكز سويسرا الموسيقية)                                 | 50     | [ 28 ]       |
| المملكة المتحدة آر أند بي (شركة الرسوم البيانية الرسمية)        | 3      | [ 29 ]       |
| المملكة المتحدة الأغاني المنفردة (شركة الرسوم البيانية الرسمية) | 9      | [ 30 ]       |
| الولايات المتحدة بيلبورد هوت 100                                | 7      | [ 7 ] [ 31 ] |
| الولايات المتحدة هوت أغاني الآر أند بي/هيب-هوب (بيلبورد)        | 26     | [ 7 ]        |
| الولايات المتحدة أغاني الراب (بيلبورد)                          | 2      | [ 32 ]       |
| الولايات المتحدة أغاني البوب (بيلبورد)                          | 8      | [ 33 ]       |

| المخطط (2012)                                                   | المركز | المصادر |
| --------------------------------------------------------------- | ------ | ------- |
| فرنسا (إس إن إي بي)                                             | 114    | [ 34 ]  |
| المملكة المتحدة الأغاني المنفردة (شركة الرسوم البيانية الرسمية) | 67     | [ 35 ]  |
| الولايات المتحدة بيلبورد هوت 100                                | 23     | [ 36 ]  |

## الشهادات
| الدولة           | المزود        | الشهادات     | المبيعات  | المصادر |
| ---------------- | ------------- | ------------ | --------- | ------- |
| أستراليا         | (اي آي آر اي) | 2× بلاتينيوم | 140,000   | [ 37 ]  |
| كندا             | (أغاني كندا)  | 2× بلاتينيوم | 160,000   | [ 38 ]  |
| الولايات المتحدة | (آر آي اي اي) | 2× بلاتينيوم | 2,000,000 | [ 39 ]  |